# Pepino
O pepino é o fruto do pepineiro (Cucumis sativus), que se come geralmente em forma de salada. O pepino é um diurético natural e de grande ajuda na dissolução de cálculos renais. Ele é rico em potássio, que proporciona flexibilidade aos músculos e dá elasticidade às células que compõem a pele. Isso resulta em rejuvenescimento da epiderme, especialmente a do rosto.

## Descrição

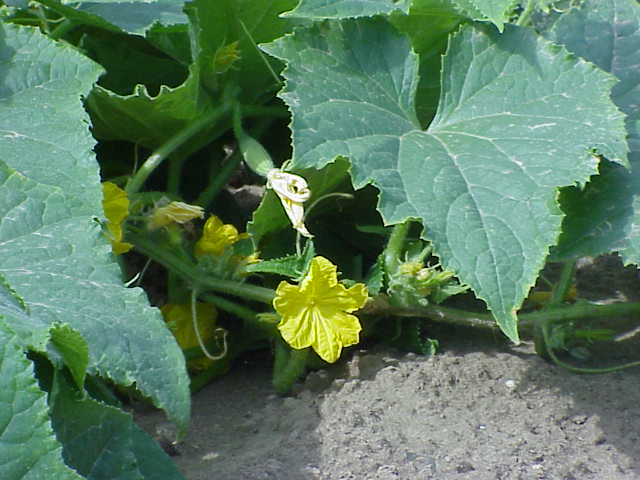
Cucumis sativus em flor.

São lianas (trepadeiras) anuais de folhas lobadas e flor amarela.
As verduras são longas, com casca verde clara com estrias e manchas escuras, polpa de cor clara e sabor suave, com sementes achatadas semelhantes as do melão (Cucumis melo L.), que é outro membro da família Cucurbitaceae.

## Origem
O pepino é originário das regiões montanhosas da Índia e apropriado para o plantio em regiões tropicais e temperadas. Tem sido cultivado desde a Antiguidade na Ásia, África e Europa.
Foi trazido para a América por Cristóvão Colombo.
A espécie apresenta grande variação, entre os inúmeros cultivares, quanto a tamanho, forma, cor dos frutos, sabor e características vegetativas.

## Utilização

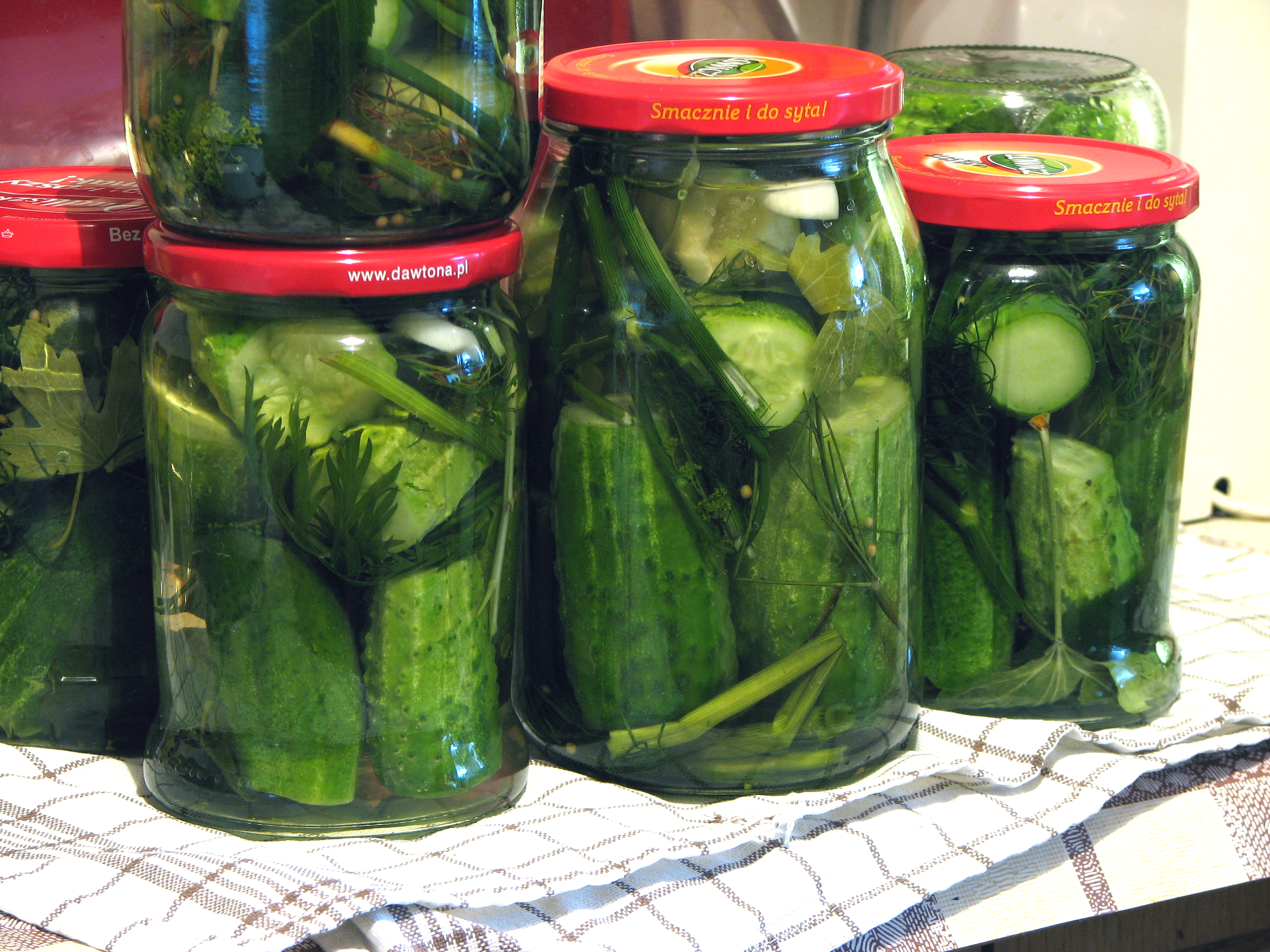
Pepino preparado como picles.

É utilizado normalmente cru em forma de salada ou picles. Também é usado cozido e recheado, em refogados, e em sopas quentes ou frias.
Pomada preparada com pepino, é utilizada para amaciar a pele. O pepino batido no liquidificador com água e mel serve para as mãos ressecadas por detergente.
Depois de colhido e em condição ambiente, o processo de deteriorização do pepino é rápido. Deve ser conservado em geladeira, dentro de sacos de plástico perfurado. A sua duração é de até uma semana sem grandes alterações na cor, sabor e aparência.

### Cornichon
O Cornichon é um galicismo que se emprega para designar os "pepinos pequenos" (gherkin), conhecidos como "pepino pequeno de Paris", frutos que se empregam, depois de ser conservados em vinagre, como condimento, picles.

## Valor nutricional
Cada 100 gramas de pepino com casca (Cucumis sativus) contém:

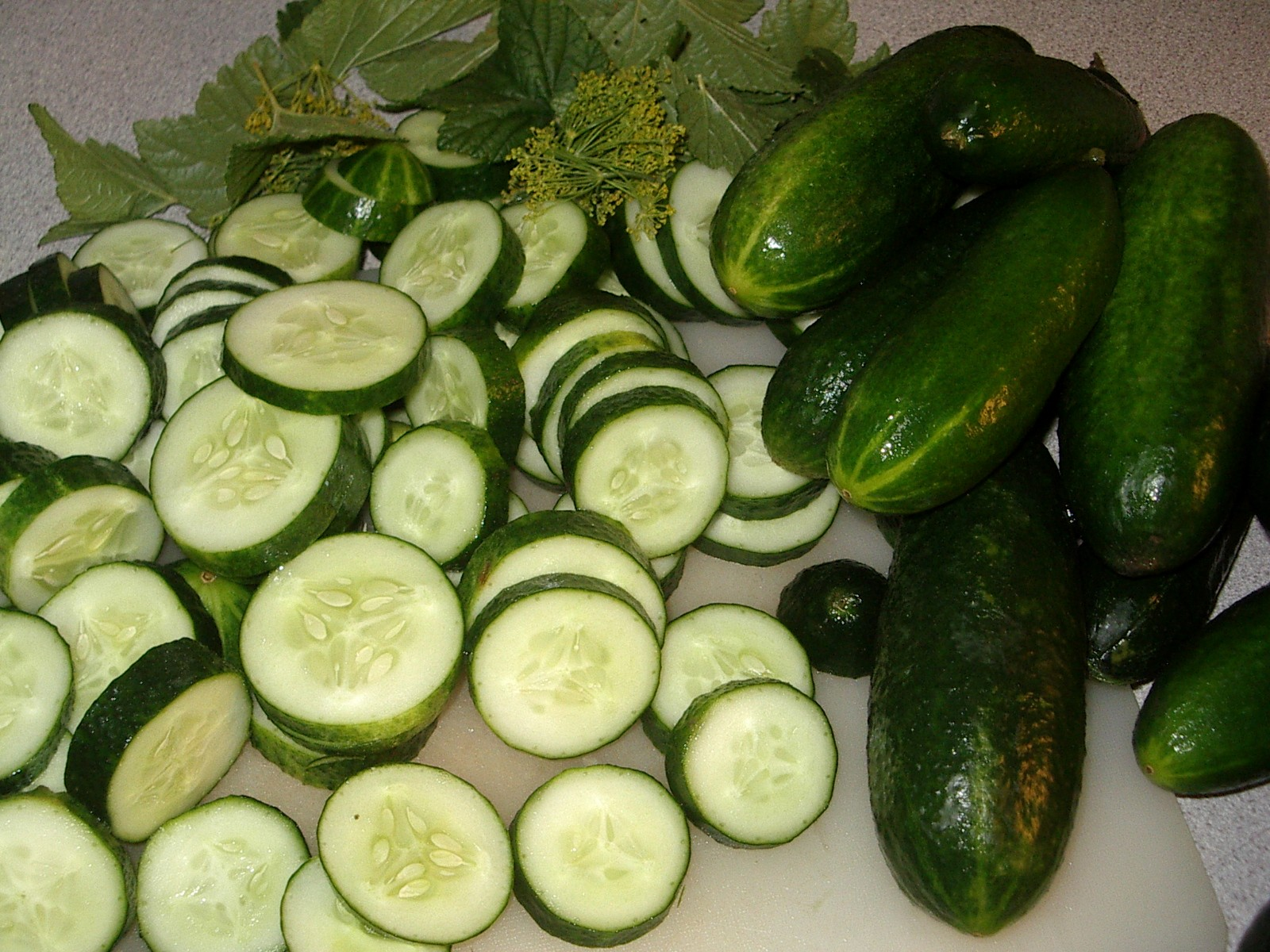
Cucumis sativus preparado para o consumo

| - Água (%) 96 - Calorias 17,86 - Proteína (g) Traços - Gordura (g) Traços - Ácido Graxo Saturado (g) Traços - Ácido Graxo Monoinsaturado (g) Traços - Ácido Graxo Poliinsaturado (g) Traços - Colesterol (mg) 0 - Carboidrato (g) 3,57 - Cálcio (mg) 14,29 | - Fósforo (mg) 17,86 - Ferro (mg) 0,36 - Potássio (mg) 150 - Sódio (mg) 3,57 - Vitamina A (UI) 35,71 - Vitamina A (Retinol Equivalente) 3,57 - Tiamina (mg) 0,04 - Riboflavina (mg) 0,04 - Niacina (mg) 0,36 - Ácido Ascórbico (mg) 3,58 |

Aproximadamente 95 % do pepino é composto por água, sendo entretanto rico em fibras, daí a sua importância para o sistema digestivo. Possui baixo teor de calorias e contém pequenas quantidades de vitamina C e folato.
Em 2008 foi homologado pelo RankBrasil – Recordes Brasileiros, como o “Fruto com menor teor calórico do país”.
Esta planta é um ótimo tônico para o fígado, rins e vesícula, e dá força aos cabelos e unhas, pelo seu alto teor de sílica e flúor. É um eficiente diurético natural e ajuda a controlar a alta pressão arterial. Pode ser utilizado também nas enfermidades dos dentes e das gengivas. É indicado para amenizar dores de garganta.
Para facilitar a digestão do pepino, recomenda-se mastigá-lo bem.

## Cultivo
O plantio é feito de forma direta no solo, com a utilização de 3 a 4 sementes por cova, a 1,5 cm de profundidade.
Os solos mais indicados são aqueles de textura média, leves, profundos, férteis e bem drenados. O PH do solo deve estar entre 5,5 a 6,5.
A planta melhor se adapta em áreas com clima variando de ameno a quente.

### Principais cultivares
| tipo (frutos verde-escuros e casca lisa) - Aodai Melhorado, - Centurion, - Comet lmproved, - Dasher11, - Frontera (partenocárpico), - General Lee, - Ginga, - Hikari, - lgarap, - Jóia, - Loretta, - Marketer, - Medalist, - Meteor, - Midori, - Monarch, - Nagori, - Poinsett 76, - Raider, - Revenue, - Rio Verde, - Runner, - SMR 58, - Sol Verde (partenocárpico), - Sprint 11, - Sprint, - Striker, - Verde Comprido e - Vitória - Zapata | tipo caipira (frutos verde-claros, estrias brancas e casca lisa) - AG-221, - AG-370, - Blitz, - Branco Colonizo, - CaipiraVerde, - Colonizo, - Diplomata, - Flurry, - H-19, - lmperial 11, - Lusia, - Nobre, - Panorama, - Pérola, - Premier, - Prêmio, - Rubi, - Safira, - Shibata, - Super Colonião, - Freguês. porta-enxertos (abóbora) - Tropical - Big Power, - Caravela, - Exposição, - Harikeen, - Hikari Power, - Kirameki, - Kurotane, - Menina Brasileira, - Shellper e - Tetsukabuto. | tipo japonês (frutos verde-escuros brilhantes,finos e alongados e com reentrâncias na casca) - Ancor-8, - Flecha, - Hokioku-2, - Hokuhoo (número 2), - Hokushin (verão), - Hyuma, - Japonesinha, - Megami, - Nankyoku, - Nanshin, - Nikkey, - Rensei, - Seriki (número) 5, - Summer Green B, - Summer Top, - Super Hokyuku, - Tenma, - Top Green, - Tsubasa, - Tsukuba (inverno) e - Yoshinari. tipo holandês - Brunex, - Haten e - Janen. | tipo indústria (conserva) - Ajax - Anaxo - Anuschka, - Armada, - Blitz, - Brine Time, - Calipso, - Colônia, - Cross Country, - Donja, - Eureka, - Fancypak, - Flurry, - Ginga, - Guaíra, - Indaial, - ltapema, - Levina, - Marinda, - Navigator, - Pik-Rite, - Premier, - Prêmio, - Primepak, - Regal, - Royal, - SMR 58, - Supremo, - Toret, - Transamérica, - Triple Crown, - Vlasset e - Vlasstar. |

### Classificação comercial

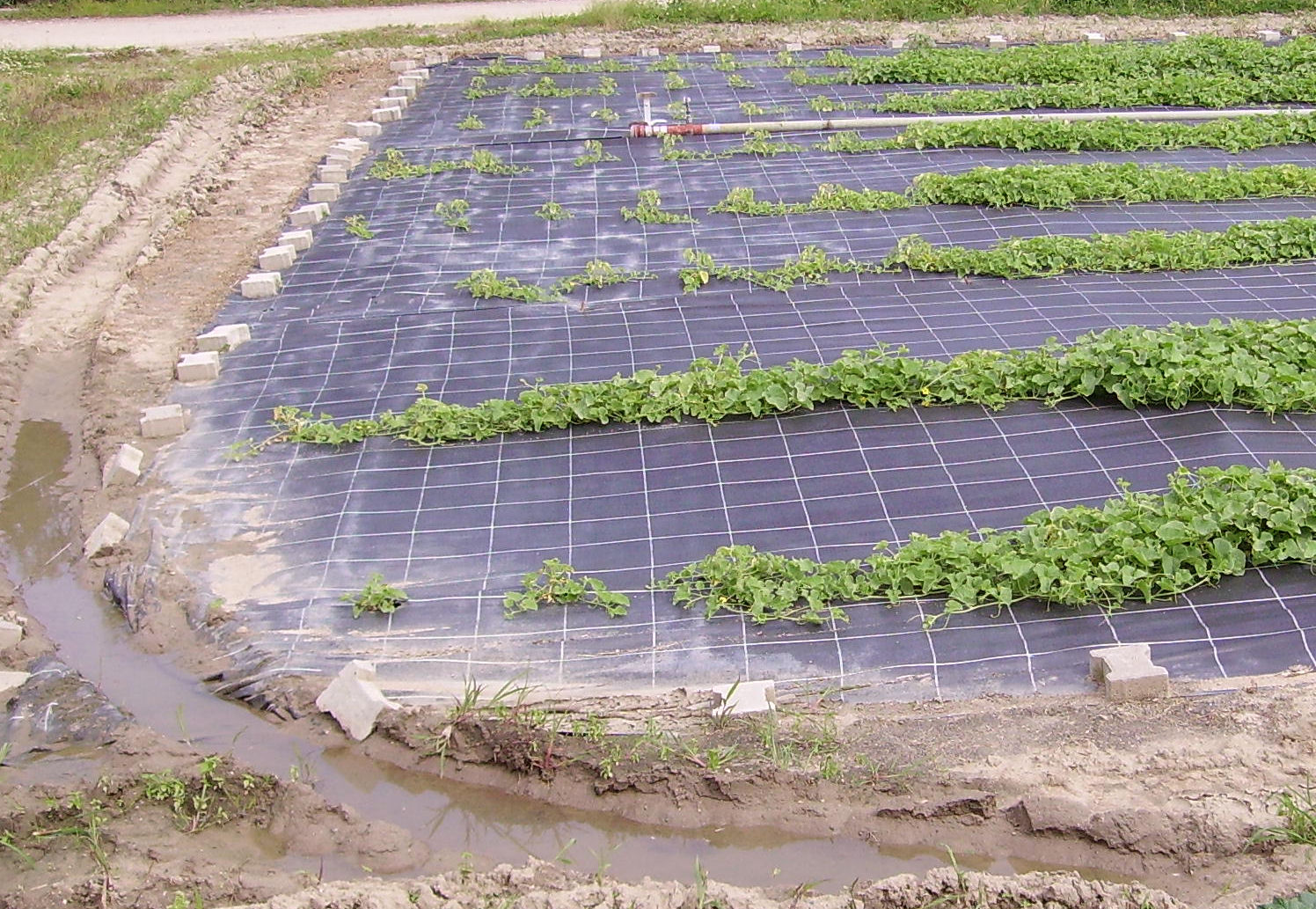
Cultivo de pepinos na Alemanha, sistema de irrigação e solo protegido contra pragas.

O pepino é comercializado no Brasil em cinco classes de acordo com o comprimento do fruto.
| Classe | Comprimento (cm)                       |
| ------ | -------------------------------------- |
| 5      | Maior ou igual a 5,0 e menor que 10,0  |
| 10     | Maior ou igual a 10,0 e menor que 15,0 |
| 15     | Maior ou igual a 15,0 e menor que 20,0 |
| 20     | Maior ou igual a 20,0 e menor que 25,0 |
| 25     | Maior ou igual a 25,0                  |

É aceito em uma mesma caixa do produto, pepinos pertencentes às classes imediatamente superior ou inferior da especificada no rótulo de identificação. Este desvio não pode ultrapassar 10% do número total de pepinos amostrados.

## Galeria

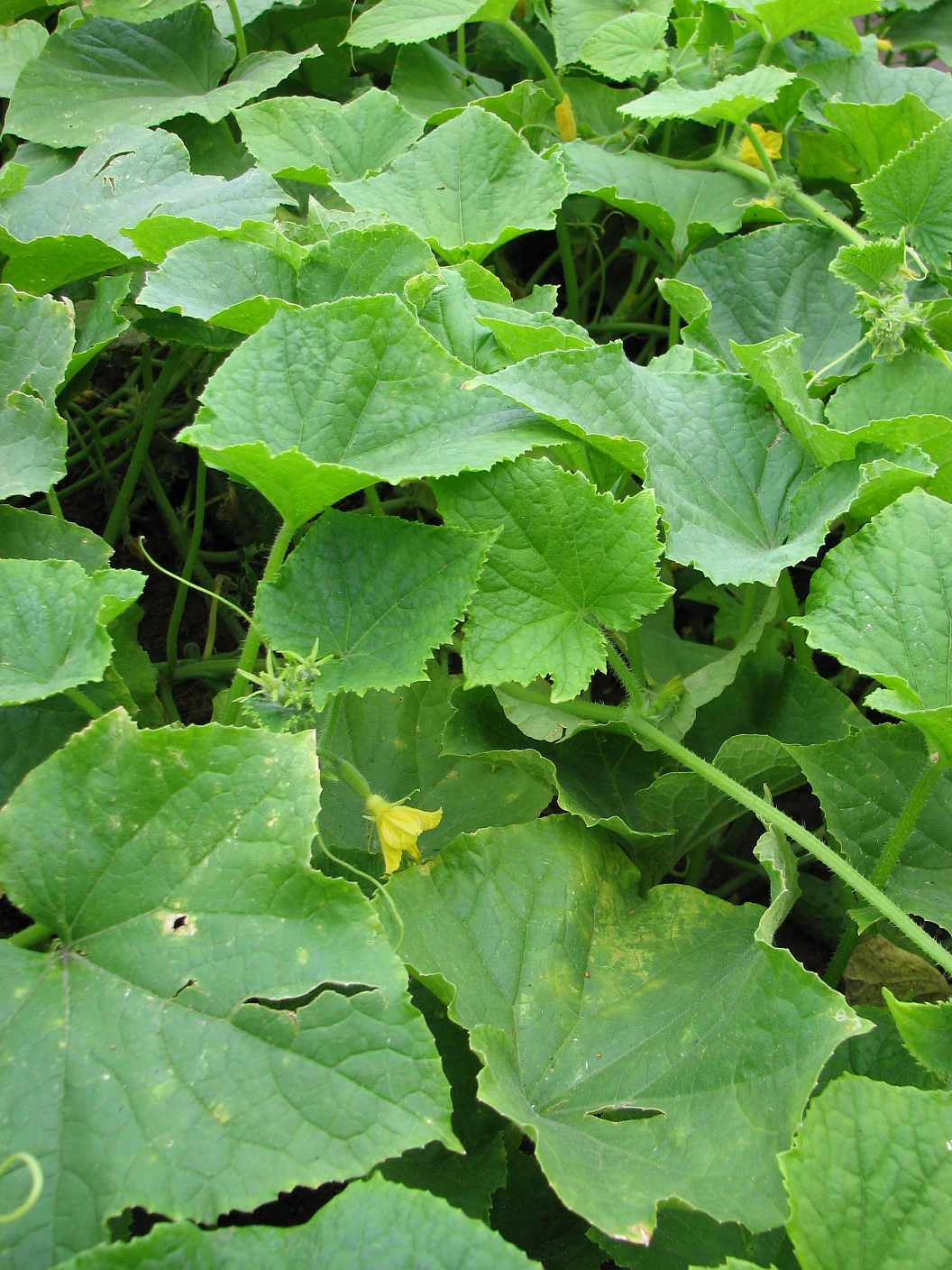
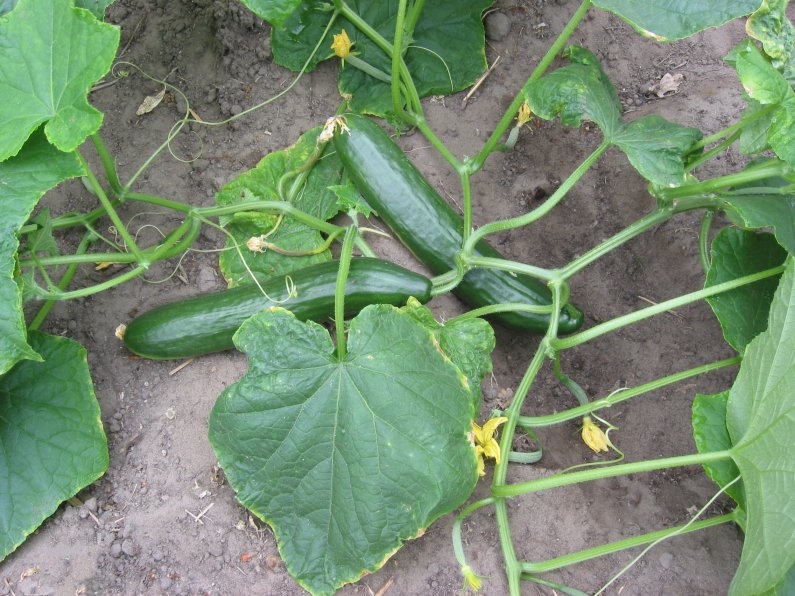
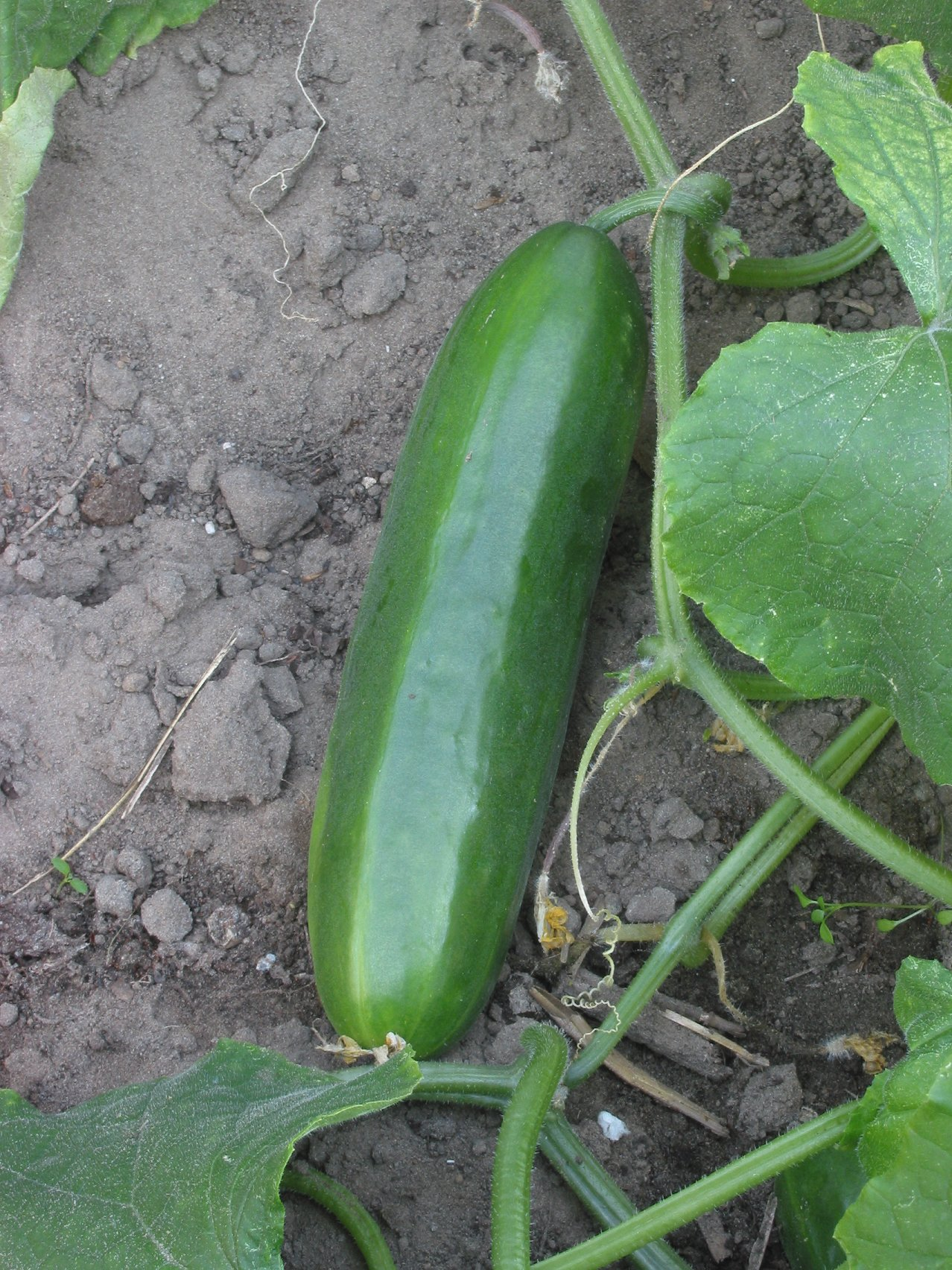
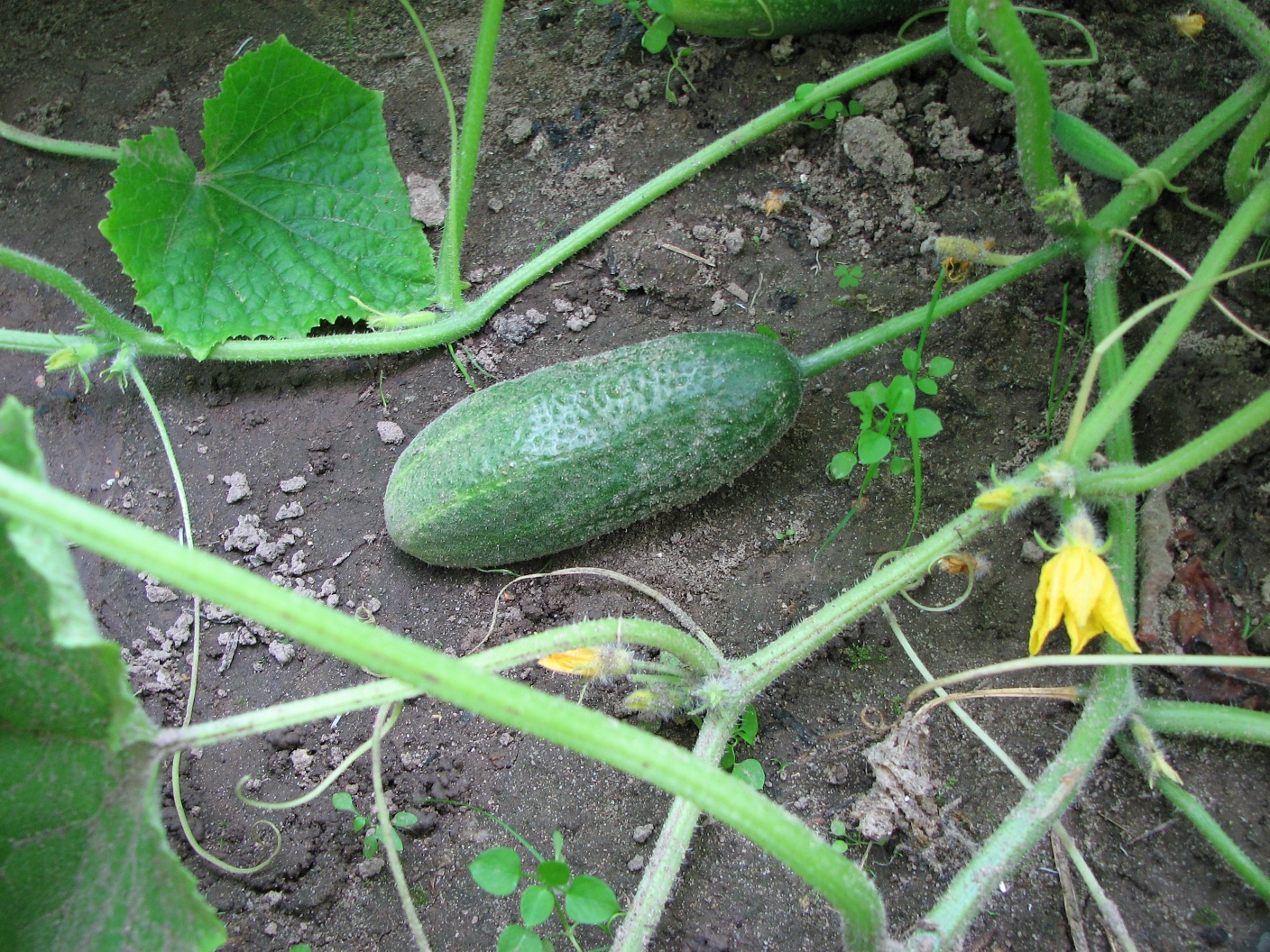